# パースペクティヴ〜永遠の情景〜
『パースペクティヴ〜永遠の情景〜』（原題：Perspective）は、アメリカ合衆国のギタリスト、ジェイソン・ベッカーが1995年に発表した、ソロ名義では2作目のスタジオ・アルバム。

## 解説
ベッカーは筋萎縮性側索硬化症を患って徐々にギターを弾けなくなり、本作に収録された9曲のうち、ベッカー自身がギターを弾いたのは「プライマル」、「レイン」、「ブルー」、「エンパイア」、それにボブ・ディランのカヴァー「ミート・ミー・イン・ザ・モーニング」の5曲だけである。「ミート・ミー・イン・ザ・モーニング」は、ベッカーが在籍していたデイヴィッド・リー・ロス・バンドのメンバーによる録音で、元々は『Guitar for the Practicing Musician』誌の編纂したコンピレーション・アルバムに提供されていた。「プライマル」のギター・パートは1992年前期に録音され、録音の残されている限りでは、ベッカー最後のギター演奏となった。
元々は自主製作盤としてリリースされたが、日本では1995年9月5日にアポロン・インターナショナルより一般流通盤(APCY-8128)として発売された。また、2001年にはエドワード・ヴァン・ヘイレンの口添えにより、ワーナー・ブラザース・レコードからアメリカ発売された。
William Ruhlmannはオールミュージックにおいて5点満点中4点を付け「通常のヘヴィメタル・パフォーマンスを生み出せなくなったベッカーは、幅広い音楽的影響を取り込んで、より多様な音楽的パレットに取り掛かった」「たとえ体が不自由になっても、ベッカーの音楽的想像力は自由なままである」と評している。

## 収録曲
特記なき楽曲はジェイソン・ベッカー作曲。
1. プライマル "Primal" – 7:04
2. レイン "Rain" – 3:13
3. エンド・オヴ・ザ・ビギニング "End of the Beginning" – 11:47
4. ハイアー "Higher" – 5:28
5. ブルー "Blue" – 4:46
6. ライフ・アンド・デス "Life and Death" – 9:11
7. エンパイア "Empire" – 5:15
8. セラーナ "Serrana" – 8:39
9. ミート・ミー・イン・ザ・モーニング "Meet Me in the Morning" (Bob Dylan) – 5:24

## 参加ミュージシャン
- ジェイソン・ベッカー - ギター (on #1, #2, #5, #7, #9)、キーボード (on #1, #6, #8)
- スティーヴ・ペリー - ボーカル (on #1)、パーカッション (on #1)
- ラズ・ケネディ - ボーカル (on #1)
- ブレット・タグル - ボーカル (on #9)
- ロン・ベッカー - アコースティック・ギター (on #1)
- スティーヴ・ハンター - レインスティック (on #1)、ギター (on #3, #9)
- マイケル・リー・ファーキンス - ギター (on #3)
- ゲイリー・ベッカー - クラシック・ギター (on #8)
- ダニー・アルヴァレス - キーボード (on #1, #2, #3, #4, #6, #7)、ピアノ (on #3)、シンクラヴィア (on #3, #6, #8)、オルガン (on #5)、パーカッション (on #7)
- マット・ビソネット - フレットレスベース (on #1, #5, #9)
- エーレン・ベッカー - アコースティック・ベース (on #7)
- グレッグ・ビソネット - ドラムス (on #1, #7, #9)
- リック・ウォーカー - パーカッション (on #1, #5)
- スティーヴ・ローゼンタール - シンバル (on #3, #6)、スネアドラム (on #7)
- ダーレン・ドライヴァー - ブラシ (on #5)
- Gary Schwantes - バンブー・フルート (on #1)
- マイク・ビーミスダーファー - フルート (on #3, #6, #7)、ウィンド・コントローラー (on #7)
- David Stuligross - トロンボーン (on #6)
- ローリー・サン・マーティン - バスクラリネット (on #6)
- Cathy Ellis, Mihoko Ito, Anisha Thomas, Caren Anderson - ソプラノ・ボーカル (on #4)
- Natasha Hoehn, Michelle Clair, Jennie Bemesderfer, Irma De Los Santos - アルト・ボーカル (on #4)
- ジョーイ・ブレイク - ボーカル・アルペッジョ (on #4)
- メラニー・ラス - ボーカル・ソロ (on #4)